# Bothriocline glomerata
Bothriocline glomerata là một loài thực vật có hoa trong họ Cúc. Loài này được (O.Hoffm. & Muschl.) C.Jeffrey mô tả khoa học đầu tiên năm 1988.